# Dieter Freise
Dieter Freise (ur. 18 lutego 1945 w Heidelbergu, zm. 5 kwietnia 2018 tamże) – niemiecki hokeista na trawie, złoty medalista olimpijski z Monachium.
Reprezentował barwy RFN. Brał udział w dwóch igrzyskach (IO 72, IO 76). Największy sukces w karierze odniósł w 1972 przed własną publicznością, kiedy to sięgnął po złoty medal olimpijski. Występował w obronie. Sięgnął po brąz mistrzostw świata w 1973, był mistrzem Europy w 1970. Łącznie rozegrał w kadrze 85 spotkań w latach 1969-1977.